# Rolka do wyoblania

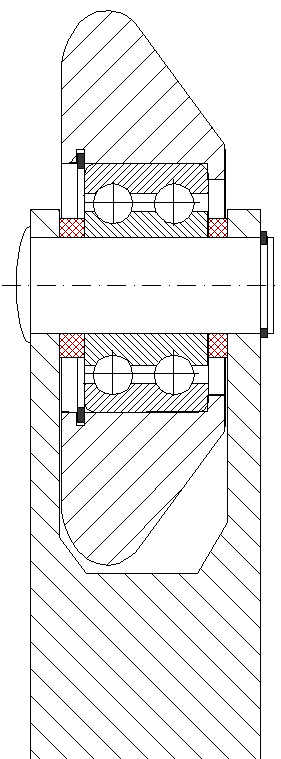
Rolka do wyoblania

Rolka do wyoblania – narzędzie służące do plastycznego odkształcania blachy stosowane w czasie wyoblania na:
- wyoblarkach automatycznych,
- wyoblarkach suportowych,
- wyoblarkach do wyoblania na gorąco,
- zgniatarkach obrotowych,
- w czasie wyoblania ręcznego zamiast wyoblaka,
- w przyrządach dźwigniowych do wyoblania w czasie wyoblania ręcznego

Cześć robocza rolki wykonana jest ze stali narzędziowej i ułożyskowana. Rolka obsadzona jest w trzonku lub uchwycie. W zależności od przeznaczenia rolki do wyoblania występują w różnych kształtach. W zależności od zastosowania rozróżniamy rolki do:
- wyoblania
- wygładzania
- wygniatania gwintu
- zawijania obrzeża
- obciskania rowka
- rozpęczania
- radełkowania
- kształtowania kół zębatych